# Possagno
Possagno – miejscowość i gmina we Włoszech, w regionie Wenecja Euganejska, w prowincji Treviso.
Według danych na rok 2004 gminę zamieszkiwały 2034 osoby, 169,5 os./km².
W Possagno urodził się Antonio Canova, rzeźbiarz i architekt włoski.